# Mike Barr
Michael J. "Mike" Barr (Canton, Ohio, 19 de octubre de 1950) es un exjugador de baloncesto estadounidense que disputó cuatro temporadas en la ABA, una en la NBA y otra en la AABA. Con 1,91 metros de estatura, jugaba en la posición de base.

## Trayectoria deportiva

### Universidad
Jugó en su etapa universitaria con los Dukes de la Universidad Duquesne, donde en su última temporada fue el líder del equipo en asistencias, repartiendo 5,7 por partido.

### Profesional
Fue elegido en el puesto 180 del 1972 por Chicago Bulls, y también por los Virginia Squires en la novena ronda del Draft de la ABA, fichando por estos últimos. En su primera temporada jugó como titular, promediando 9,1 puntos y 3,2 asistencias por partido. Al año siguiente, con la llegada de Larry Miller al equipo, vio reducidos sus minutos de juego, acabando el año con 4,4 puntos y 1,8 asistencias por encuentro.
En 1974 es traspasado junto con George Carter a los Memphis Sounds a cambio de Glen Combs y Mike Jackson, pero finalmente es descartado, fichando como agente libre por los Spirits of St. Louis. Allí juega dos temporadas, siendo la más destacada la primera, en la que promedia 5,6 puntos y 3,3 asistencias.
En 1976 la liga se fusionó con la NBA, y Barr entró en el Draft de dispersión, siendo elegido por los Kansas City Kings, donde jugó una temporada como suplente de Ron Boone, en la que promedió 3,9 puntos y 2,4 asistencias por partido.
En 1978 fichó como jugador-entrenador por los West Virginia Wheels de la efímera All-American Basketball Alliance, promediando 10,5 puntos por partido.

## Estadísticas de su carrera en la ABA y la NBA

### Temporada regular
| Temporada | Edad | Equipo               | Liga  | P   | TIT | MIN  | TC  | TCA | %TC  | 3P  | 3PA | %3P  | TL  | TLA | %TL  | R.OF. | R.DEF. | REB | ASIS | ROB | TAP | PER | FP  | PTS |
| 1972-73   | 22   | Virginia Squires     | ABA   | 79  |     | 26.3 | 3.7 | 7.7 | .472 | 0.0 | 0.1 | .250 | 1.8 | 2.4 | .750 | 1.0   | 1.9    | 2.9 | 3.2  |     |     | 2.3 | 2.8 | 9.1 |
| 1973-74   | 23   | Virginia Squires     | ABA   | 45  |     | 14.5 | 1.8 | 3.8 | .480 | 0.0 | 0.1 | .400 | 0.7 | 1.0 | .767 | 0.5   | 1.1    | 1.6 | 1.8  | 0.6 | 0.1 | 1.3 | 1.8 | 4.4 |
| 1974-75   | 24   | Spirits of St. Louis | ABA   | 54  |     | 24.8 | 2.5 | 5.0 | .506 | 0.0 | 0.0 | .000 | 0.5 | 0.8 | .683 | 0.4   | 1.4    | 1.8 | 3.3  | 1.2 | 0.3 | 1.9 | 2.2 | 5.6 |
| 1975-76   | 25   | Spirits of St. Louis | ABA   | 56  |     | 18.7 | 2.2 | 4.3 | .517 | 0.1 | 0.3 | .375 | 0.8 | 1.0 | .836 | 0.5   | 1.4    | 1.9 | 3.1  | 1.1 | 0.1 | 1.5 | 1.4 | 5.4 |
| 1976-77   | 26   | Kansas City Kings    | NBA   | 73  |     | 16.8 | 1.7 | 3.8 | .437 |     |     |      | 0.6 | 0.8 | .719 | 0.5   | 1.3    | 1.8 | 2.4  | 0.7 | 0.2 |     | 1.3 | 3.9 |
| Total     |      |                      | TOTAL | 307 |     | 20.7 | 2.5 | 5.1 | .479 | 0.0 | 0.1 | .333 | 0.9 | 1.3 | .753 | 0.6   | 1.5    | 2.1 | 2.8  | 0.9 | 0.2 | 1.8 | 1.9 | 5.9 |
|           |      |                      | ABA   | 234 |     | 21.9 | 2.7 | 5.5 | .488 | 0.0 | 0.1 | .333 | 1.1 | 1.4 | .758 | 0.6   | 1.5    | 2.1 | 2.9  | 1.0 | 0.2 | 1.8 | 2.1 | 6.5 |
|           |      |                      | NBA   | 73  |     | 16.8 | 1.7 | 3.8 | .437 |     |     |      | 0.6 | 0.8 | .719 | 0.5   | 1.3    | 1.8 | 2.4  | 0.7 | 0.2 |     | 1.3 | 3.9 |

### Playoffs
| Temporada | Edad | Equipo               | Liga | P  | MIN | TCA | TC  | 3PA | 3P | TLA | TL | R.OF. | REB | ASIS | ROB | TAP | PER | FP | PTS | %TC  | %3P   | %FT   | MIN  | PTS | REB | AST |
| 1972-73   | 22   | Virginia Squires     | ABA  | 5  | 84  | 5   | 18  | 0   | 0  | 5   | 6  | 2     | 6   | 10   |     |     | 10  | 8  | 15  | .278 |       | .833  | 16.8 | 3.0 | 1.2 | 2.0 |
| 1973-74   | 23   | Virginia Squires     | ABA  | 5  | 186 | 20  | 44  | 0   | 0  | 7   | 7  | 7     | 23  | 18   | 12  | 4   | 15  | 16 | 47  | .455 |       | 1.000 | 37.2 | 9.4 | 4.6 | 3.6 |
| 1974-75   | 24   | Spirits of St. Louis | ABA  | 10 | 369 | 33  | 66  | 1   | 1  | 7   | 11 | 8     | 36  | 44   | 13  | 1   | 12  | 38 | 74  | .500 | 1.000 | .636  | 36.9 | 7.4 | 3.6 | 4.4 |
| Total     |      |                      | ABA  | 20 | 639 | 58  | 128 | 1   | 1  | 19  | 24 | 17    | 65  | 72   | 25  | 5   | 37  | 62 | 136 | .453 | 1.000 | .792  | 32.0 | 6.8 | 3.3 | 3.6 |